# Giovanni di Prades
Giovanni d'Aragona e Foix, conte di Prades (in catalano Joan d'Aragó i de Foix, in spagnolo Juan de Aragón y Foix; 1335 – Alcañiz, 12 settembre 1414), è stato un nobile, politico e militare catalano del XIV e del XV secolo.

## Origine
Giovanni era il figlio maschio secondogenito del Conte di Ribagorza (1322-1358) e conte di Prades e signore di Dénia e Gandía, che era stato anche conte di Empúries, Pietro d'Aragona e Angiò e di Giovanna di Foix-Béarn, la sorella del visconte di Béarn, Coprincipe di Andorra e Visconte di Marsan, Gastone II di Foix-Béarn (?-ca. 1358), figlia del conte di Foix Gastone I di Foix-Béarn e di Giovanna d'Artois.

Pietro d'Aragona e Angiò era il settimo figlio del re d'Aragona e di Valencia, Conte di Barcellona e delle altre contee catalane Giacomo II il Giusto e di Bianca di Napoli, figlia del re di Napoli, Carlo lo Zoppo e di Maria D'Ungheria, figlia - forse primogenita - di Stefano V d'Ungheria e di sua moglie, la regina Elisabetta dei Cumani. Anche secondo la Cronaca piniatense Pietro era il quarto figlio maschio  di Giacomo II il Giusto e Bianca di Napoli.

## Biografia
Suo padre, Pietro, poco dopo essere rimasto vedovo (1358 circa), si ritirò nel monastero francescano di Barcellona, dove prese i voti, dopo aver rinunciato alle sue contee, a favore dei figli; mentre il fratello primogenito, Alfonso, gli subentrò nel governo della contea di Ribagorza e delle signorie di Dénia e Gandía, Giovanni gli succedette nel possesso della Contea di Prades e della baronia di Entenza..
Fedele al re Pietro IV d'Aragona, fu capitano generale delle forze aragonesi che nel 1363 respinsero l'attacco dell'esercito castigliano, e poi combatté al fianco del suo sovrano nel Regno di Valencia. 

Siniscalco d'Aragona, fece parte del consiglio militare reale quando l'infante Giacomo IV di Maiorca minacciò di invadere il Rossiglione nel 1374, e in seguito agì nella campagna per sottomettere il Conte di Empúries, Giovanni I.
I suoi rapporti con la Corona d'Aragona si raffreddarono quando si rifiutò di far sposare la figlia Timbor al barone Bernardo di Fortià e Villamari, fratello di Sibilla di Fortià, consorte del Re Pietro..
Durante il regno di Giovanni il Cacciatore, nel 1390 prese parte alla battaglia nei pressi di Navata, per contrastare l'invasione dell'Aragona da parte del Conte d'Armagnac, Giovanni III.
Nel 1412, Giovanni, in sostituzione del fratello maggiore Alfonso, duca di Gandía, morto in quell'anno, presentò la propria candidatura a succedere a Martino I di Aragona sul trono della Corona d'Aragona, in quanto nipote del re Giacomo II d'Aragona, ma a seguito del Compromesso di Caspe, fu designato come nuovo sovrano aragonese il principe castigliano Ferdinando di Trastámara, detto d'Antequera, che riconobbe e a cui prestò giuramento.

Morì ad Alcañiz il 12 settembre 1414, e poiché nel 1395 gli era premorto il figlio primogenito Pietro, nel possesso dei suoi titoli e feudi gli succedette la nipote (figlia di Pietro), Giovanna († 1441), che sposò il conte Giovanni Raimondo Folch II de Cardona. Attraverso questa unione la Contea di Prades e la baronia di Entenza passarono in possesso dei Cardona.

### Matrimonio e discendenza
Giovanni d'Aragona e Foix, conte di Prades, sposò la nobildonna Sancha Ximénez di Arenós, figlia di Gonzalo Ximénez, signore di Arenós, e della moglie, Timbor di Bellpuig. 

Giovanni da Sancha ebbe sei figli:
- Pietro, barone di Entenza (1352-1395)
- Giacomo, signore di Caccamo († 1408)
- Luigi, vescovo di Tortosa († 1429)
- Costanza († infante)
- Eleonora († infante)
- Timbora († 1409), che sposò Bernardo Cabrera, conte di Modica[2].

## Ascendenza
|                                       |                                     |                                  | Genitori                       |  |  | Nonni |  |  | Bisnonni                              |  |  | Trisnonni                            |  |
|                                       |                                     |                                  |                                |  |  |       |  |  | Pietro III, re della Corona d'Aragona |  |  | Giacomo I, re della Corona d'Aragona |  |
|                                       |                                     |                                  |                                |  |  |       |  |  | Pietro III, re della Corona d'Aragona |  |  | Giacomo I, re della Corona d'Aragona |  |
|                                       |                                     | Iolanda d'Ungheria               |                                |  |  |       |  |  | Pietro III, re della Corona d'Aragona |  |  |                                      |  |
| Giacomo II, re della Corona d'Aragona |                                     |                                  |                                |  |  |       |  |  | Pietro III, re della Corona d'Aragona |  |  |                                      |  |
|                                       |                                     | Costanza II, regina di Sicilia   | Manfredi, re di Sicilia        |  |  |       |  |  |                                       |  |  |                                      |  |
|                                       |                                     | Costanza II, regina di Sicilia   | Manfredi, re di Sicilia        |  |  |       |  |  |                                       |  |  |                                      |  |
|                                       |                                     | Costanza II, regina di Sicilia   | Beatrice di Savoia             |  |  |       |  |  |                                       |  |  |                                      |  |
| Pietro IV, conte di Ribagorza         |                                     | Costanza II, regina di Sicilia   |                                |  |  |       |  |  |                                       |  |  |                                      |  |
|                                       |                                     | Carlo II, re di Napoli           | Carlo I, re di Napoli          |  |  |       |  |  |                                       |  |  |                                      |  |
|                                       |                                     | Carlo II, re di Napoli           | Carlo I, re di Napoli          |  |  |       |  |  |                                       |  |  |                                      |  |
|                                       |                                     | Carlo II, re di Napoli           | Beatrice, contessa di Provenza |  |  |       |  |  |                                       |  |  |                                      |  |
| Bianca di Napoli                      |                                     | Carlo II, re di Napoli           |                                |  |  |       |  |  |                                       |  |  |                                      |  |
|                                       |                                     | Maria d'Ungheria                 | Stefano V, re d'Ungheria       |  |  |       |  |  |                                       |  |  |                                      |  |
|                                       |                                     | Maria d'Ungheria                 | Stefano V, re d'Ungheria       |  |  |       |  |  |                                       |  |  |                                      |  |
|                                       |                                     | Maria d'Ungheria                 | Elisabetta la Cumana           |  |  |       |  |  |                                       |  |  |                                      |  |
| Giovanni di Prades                    |                                     | Maria d'Ungheria                 |                                |  |  |       |  |  |                                       |  |  |                                      |  |
|                                       | Ruggero Bernardo III, conte di Foix | Ruggero IV, conte di Foix        |                                |  |  |       |  |  |                                       |  |  |                                      |  |
|                                       | Ruggero Bernardo III, conte di Foix | Ruggero IV, conte di Foix        |                                |  |  |       |  |  |                                       |  |  |                                      |  |
|                                       | Ruggero Bernardo III, conte di Foix | Brunisenda di Cardona            |                                |  |  |       |  |  |                                       |  |  |                                      |  |
| Gastone I, conte di Foix-Béarn        | Ruggero Bernardo III, conte di Foix |                                  |                                |  |  |       |  |  |                                       |  |  |                                      |  |
|                                       |                                     | Margherita, viscontessa di Béarn | Gastone VII, visconte di Béarn |  |  |       |  |  |                                       |  |  |                                      |  |
|                                       |                                     | Margherita, viscontessa di Béarn | Gastone VII, visconte di Béarn |  |  |       |  |  |                                       |  |  |                                      |  |
|                                       |                                     | Margherita, viscontessa di Béarn | Mailda di Matha                |  |  |       |  |  |                                       |  |  |                                      |  |
| Giovanna di Foix-Béarn                |                                     | Margherita, viscontessa di Béarn |                                |  |  |       |  |  |                                       |  |  |                                      |  |
|                                       |                                     | Filippo d'Artois                 | Roberto II, conte d'Artois     |  |  |       |  |  |                                       |  |  |                                      |  |
|                                       |                                     | Filippo d'Artois                 | Roberto II, conte d'Artois     |  |  |       |  |  |                                       |  |  |                                      |  |
|                                       |                                     | Filippo d'Artois                 | Amicie de Courtenay            |  |  |       |  |  |                                       |  |  |                                      |  |
| Giovanna d'Artois                     |                                     | Filippo d'Artois                 |                                |  |  |       |  |  |                                       |  |  |                                      |  |
|                                       |                                     | Bianca di Bretagna               | Giovanni II, duca di Bretagna  |  |  |       |  |  |                                       |  |  |                                      |  |
|                                       |                                     | Bianca di Bretagna               | Giovanni II, duca di Bretagna  |  |  |       |  |  |                                       |  |  |                                      |  |
|                                       |                                     | Bianca di Bretagna               | Beatrice d'Inghilterra         |  |  |       |  |  |                                       |  |  |                                      |  |
|                                       |                                     | Bianca di Bretagna               |                                |  |  |       |  |  |                                       |  |  |                                      |  |

### Fonti primarie
- (ES)  #ES Anales de la Corona de Aragon (Zaragoza), Tome II.
- (OC)  (FR)  Chroniques romanes des comtes de Foix.
- (LA)  Crónica de San Juan de la Peña.